# Conus miles
Conus miles là một loài ốc biển, là động vật thân mềm chân bụng sống ở biển trong họ Conidae, họ ốc cối.
Giống như tất cả các loài thuộc chi Conus, chúng là loài săn mồi và có nọc độc. Chúng có khả năng "đốt" con người, do vậy khi cầm chúng phải hết sức cẩn thận.

## Phân bố
This cone snail được tìm thấy ở Aldabra, Chagos, Madagascar, Mascarene Basin, Mauritius, Mozambique, Biển Đỏ và Tanzania.

## Hình ảnh

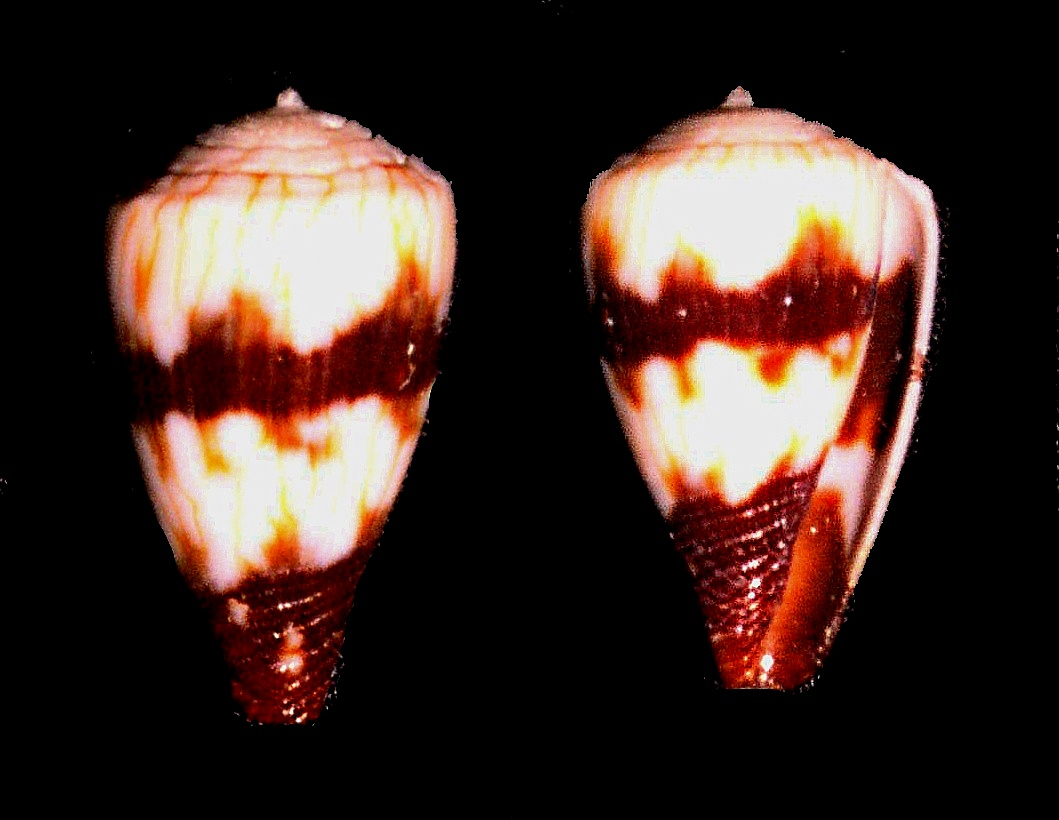
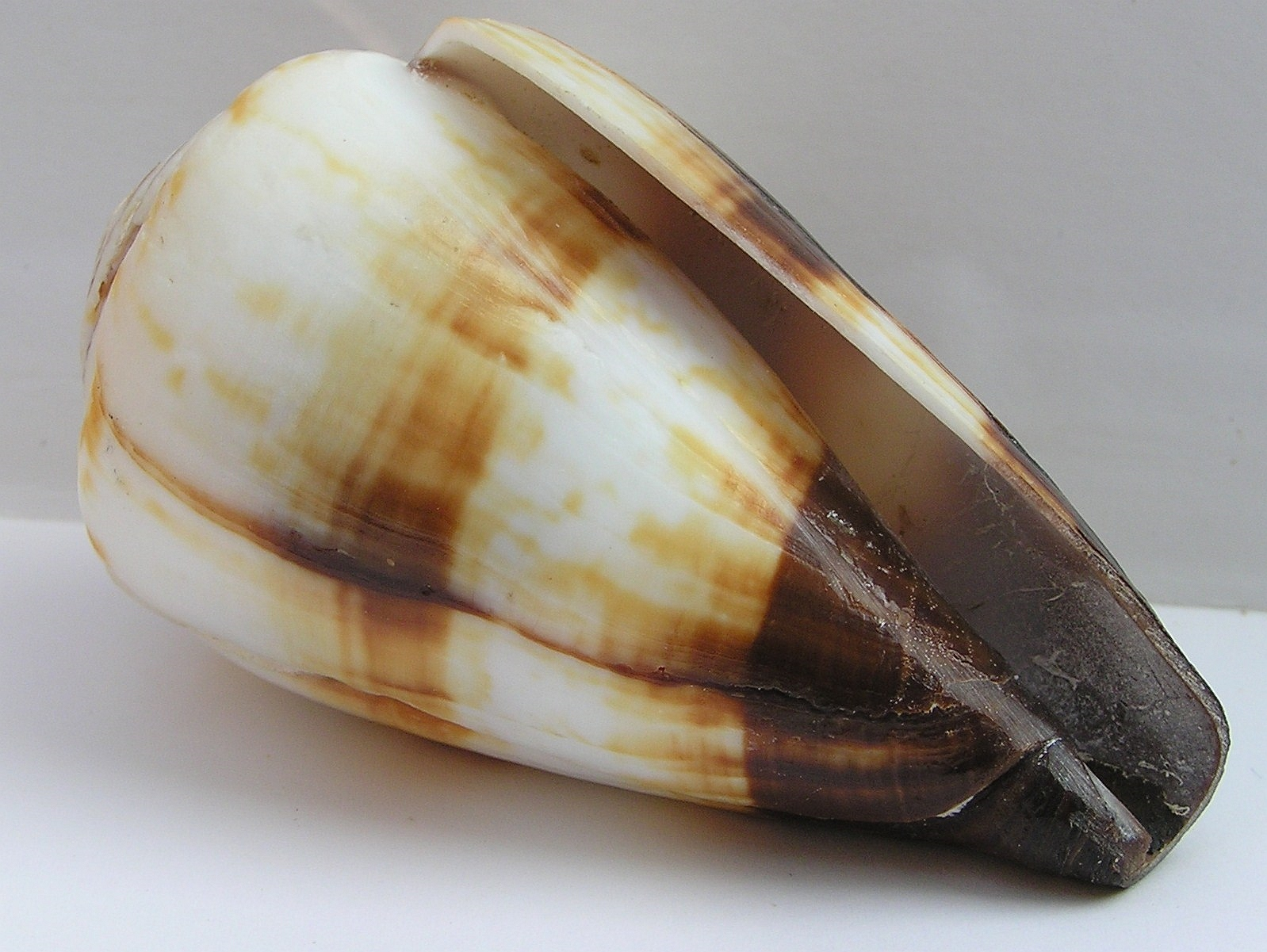
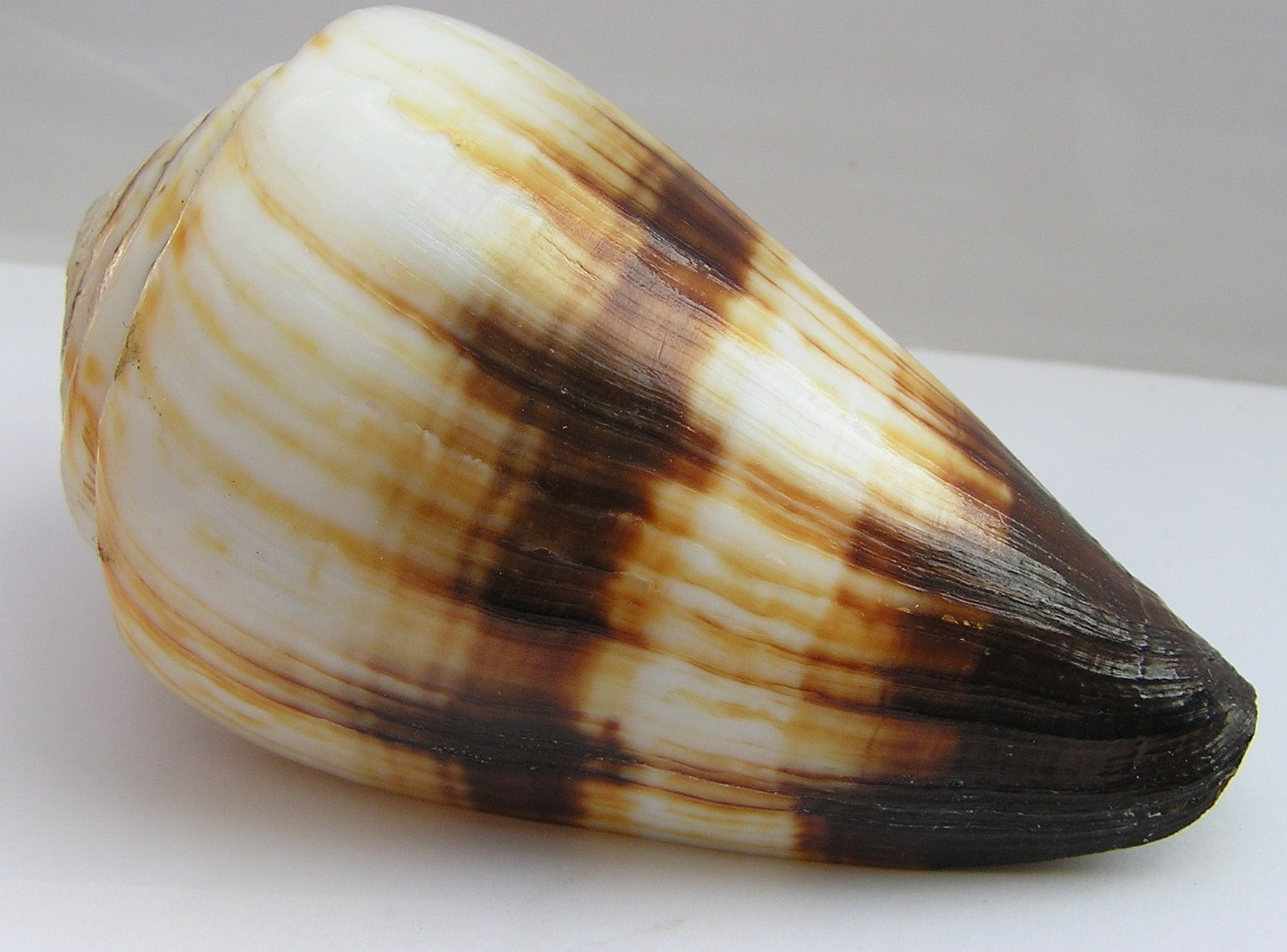
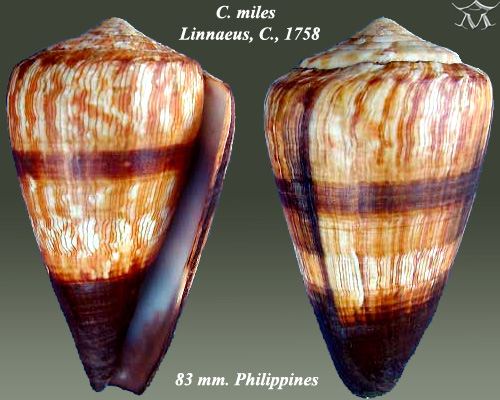